# Ramil Jolanov
Ramil Jolanov – uzbecki zapaśnik w stylu wolnym. Mistrz igrzysk centralnej Azji w 1995 roku.